# Тадеуш Бук
Тадеуш Ян Бук (15 грудня 1960 Муйча, Свентокшиське воєводство, Польща — 10 квітня 2010, Смоленськ, Росія) — польський генерал, командувач Сухопутних військ Польщі (15.09.2009—10.04.2010).

## Біографія
Закінчив VI загальноосвітній ліцей імені Юліуша Словацького в м. Кельці. У 1984 році закінчив Вищу офіцерську школу бронетанкових військ в Познані.

### Військова служба
Службу на офіцерських посадах почав в 1984 році з посади командира танкового взводу в 29-м полку середніх танків у Жагані, де прослужив до 1991 року.
У 1991 році вступив на факультет сухопутних військ Академії національної оборони в Варшаві.
У 1993–1995 рр. служив у 18-м десантно-штурмовому батальйоні і 6-й десантно-штурмової бригаді.
З 1995 по 1998 рік служив у 25-й бригаді повітряної кавалерії (пол. Kawalerii Powietrznej) у Томашув-Мазовецькому. В 1999 році, після закінчення річних командно-штабних курсів підвищення кваліфікації в США, був призначений на посаду заступника командира цієї бригади.
У 2002–2005 рр. виконував обов'язки командира 34-ї бригади бронетанкової кавалерії в Жагані. У 2004–2005 роках був відряджений до Іраку, де виконував обов'язки заступника командира Міжнародної дивізії Центр-Південь (англ. Multinational Division Central-South).
З 2005 по 2006 рік був заступником директора Навчального центру об'єднаних сил НАТО в Бидгощі.
У 2006–2007 рр. служив на посаді заступника командира Об'єднаного командування по створенню системи безпеки Афганістану (англ. Combined Security Transition Command - Afghanistan CSTC-A).
15 червня 2007 року зайняв посаду командира 1-го Варшавської механізованої дивізії імені Тадеуша Костюшка. 25 липня того ж року вступив у командування IX зміною польського військового контингенту і Міжнародної дивізії Центр-Південь в Іраку.
15 вересня 2009 року президентом Польщі Лехом Качинським призначений командувачем Сухопутними військами Польщі, змінивши на цій посаді генерала броні Вальдемара Скшипчака, що втратив довіру в зв'язку зі скандалом, пов'язаним із військовою розвідкою.